# Dora Gordine
Pour les articles homonymes, voir Gordine.
Dora Gordine, connue aussi sous le pseudonyme de La Gordine ou de Gordina, née le 13 avril 1895, à Liepāja (Empire russe), et morte le 29 décembre 1991, à Kingston upon Thames (Royaume-Uni), est une sculptrice estonienne.

## Biographie

### Enfance
L'enfance de Dora Gordine est mal connue. Elle est la plus jeune des quatre enfants de Morduch (« Mark ») Gordin et Esther Schepschelevitch, à Liepāja, à une époque où la Lettonie faisait encore partie de l'Empire russe. Sa famille est de confession israélite. Il y a des incertitudes sur sa date de naissance, comme sur la profession et l'origine de son père. Les déclarations de l'artiste sur ces sujets ont fréquemment varié. Pour son année de naissance, elle a indiqué 1895 (la plus probable), 1898 et 1906. Il en est de même pour sa nationalité : en mai 1925, lors de l'exposition d'un bronze (no 503) au Salon national, elle indique Libau comme lieu de naissance, mais se déclare estonienne.
En ce qui concerne son père, il semble avoir été un ingénieur ou un homme d'affaires, participant à la transformation du port de Liepāja en base militaire pour la flotte russe de la Baltique. Vers la fin des années 1920, Dora Gordine le présente comme un architecte originaire de Saint-Petersbourg. Par la suite, elle affirme que sa famille est d'origine écossaise, un de ses ancêtres ayant été un architecte venu en Russie travailler pour Catherine la Grande. À partir des années 1940, elle présente son père comme général tsariste et annonce que sa mère est une princesse.
Vers 1911, lorsque Dora Gordine est adolescente, sa famille s'installe en Estonie, à Tallinn (alors appelée Revel). Les Gordin habitent 21 B rue Tatri, dans un immeuble conçu par l'architecte estonien Karl Burman pour le journaliste nationaliste August Busch (1868-1922). Dora Gordine fait la connaissance d'artistes engagés dans le mouvement Noor Eesti (Jeune Estonie), fondé en 1905 : les sculpteurs Anton Starkopf et Jan Koort et le peintre Ants Laikmaa. Ce dernier dirige une école d'art, à l'étage supérieur de l'immeuble habité par les Gordin. Dora Gordine prétend avoir, avant 1914, étudié au Conservatoire de Saint-Petersbourg et y avoir fréquenté les Ballets russes, rencontrant Serge de Diaghilev et Léon Bakst. Aucune preuve de ces affirmations n'a pu être mise en évidence. Dora Gordine a vraisemblablement suivi des cours à l’École nationale d'art et d'artisanat appliqués, créée à Tallinn en 1913 et où enseigne Nathalie Mei, entre 1914 et 1920.
Elle commence sa carrière artistique à Tallinn, participant à une exposition de la Société estonienne d'art, au Cinéma de Tallinn, rue Viru, en avril 1917. Elle présente deux sculptures, dont une tête d'enfant. En 1920 et 1921, elle participe à des expositions du groupe ARS, constitué d'artistes russes, piégés en Estonie par la Révolution russe et la guerre civile. Parallèlement, elle enseigne la sculpture à l’École nationale d'art et d'artisanat, fondée par Jan Koort, en 1921. Elle y a comme élève Jeguda Leiba. En décembre 1921, Dora, sa mère et sa sœur Anna reçoivent la nationalité estonienne.

### Carrière parisienne
À l'automne 1924, Dora Gordine vient à Paris, pour étudier la musique et les arts. Elle s'installe dans un studio de la Maison des étudiants, 214 boulevard Raspail. Elle y demeure jusqu'à l'hiver 1929. Elle fait la connaissance d'Aristide Maillol. Fréquentant les galeries et les salons, elle développe sa vision sculpturale. C'est alors qu'elle francise son nom, en lui ajoutant un « e ».

Au printemps 1925, elle travaille, à temps partiel, à une peinture murale, pour le pavillon britannique de l'Exposition des arts décoratifs et industriels modernes. Cela lui rapporte suffisamment pour lui permettre de couler un bronze pour l'exposition de la Société des Beaux-Arts, en mai 1925. En juin 1926, elle est invitée à exposer au Salon des Tuileries, où un bronze de la tête d'un philosophe chinois lui vaut des critiques enthousiastes. The Straits Times écrit, en 1932 :

« Comme Byron, un matin, Dora Gordine se réveilla célèbre. »

 
À la fin de 1927 et durant l'année 1928, Dora Gordine voyage, se rendant à Tallinn, Londres et, peut-être, Berlin. Les Leicester Galleries, à Londres, présentent 17 de ses sculptures en bronze, lors d'une exposition qui lui est consacrée, en 1928. Le marchand d'art et collectionneur George Eumorfopoulos rédige l'introduction du catalogue de cette exposition. C'est un énorme succès. Reginald Wilenski, critique du London Evening Standard, qualifie Dora Gordine de « sculptrice de génie ». Il écrit :

« Ses têtes de bronze sont conçues de façon très délicate et ce sont aussi les sculptures les plus réalistes de tout ce que j'ai vu à la Royal Academy,. »

Toutes les œuvres sont vendues, parmi lesquelles une Tête javanaise, achetée par Samuel Courtauld, pour les collections de la Tate Gallery. Entre 1929 et 1935, Dora Gordine sculpte des bronzes pour l'hôtel de ville de Singapour.
En 1929, Dora Gordine commande, aux frères Auguste et Gustave Perret, une résidence-atelier, située 21, rue du Belvédère, à Boulogne-Billancourt. L'atelier a huit mètres de large et occupe toute la longueur du bâtiment, au premier étage. Construit en béton armé, il est éclairé par une grande baie à trois travées, vitrée selon une trame carrée. Les allèges en briques blanches évoquent une marqueterie.
L'artiste, à la réputation de témérité et dotée d'une voix à la Zsa Zsa Gabor, est connue pour son amour de la grande vie. En septembre et octobre 1929, elle expose seize bronzes à la galerie Flechtheim, à Berlin.
Elle se rend ensuite à Singapour, où elle arrive après un mois de navigation. Elle y habite dans une propriété appartenant au sultan de Johore, Ibrahim ibn abu Bakr et rencontre Noel Coward et Cole Porter, de passage dans la ville. Le 30 septembre 1930, lors d'une cérémonie civile, elle épouse le docteur George Herbert Garlick, officier médical en chef adjoint de l'État de Johore et ami du sultan. Elle abandonne alors sa nationalité estonienne et devient citoyenne britannique. En 1935, elle divorce du docteur Garlick et quitte Singapour.

### Installation à Londres
À Londres, Dora Gordine rencontre un aristocrate irlandais, Richard Gilbert Hare (5 septembre 1907 - 1966), fils de Richard Hare Granville, 4e comte de Listowel, et de Freda Vanden-Bempde-Johnstone, qui est professeur d'histoire culturelle russe. En septembre 1935, celui-ci acquiert, à Kingston upon Thames, au sud-ouest de Londres, un terrain où il fait construire, pour 2 500 £ la maison Dorich (DoraRichard), haute de vingt mètres et comportant trois étages, qui est achevée en octobre 1936. Il épouse Dora Gordine, à Chelsea, le 21 novembre 1936. Le couple s'installe à la maison Dorich. L'artiste passe le reste de sa vie en Angleterre, à part quelques courtes périodes de résidence en Malaisie et à Singapour. Son mari la présente à la haute société de Londres. Plusieurs personnalités lui apportent leur soutien, comme Dame Edith Evans, Dame Beryl Grey, Dorothy Tutin, Siân Phillips, Emlyn Williams, Sir Kenneth Clark, John Pope-Hennessy et le professeur F. Brown, directeur de la Slade School of Art. Elle reçoit également des commandes d'outre-mer, notamment de la philosophe Kuu Nim. Dora Gordine intitule « La Dame chinoise de la paix » la sculpture de la tête de cette dernière. Elle sculpte également, à Gray's Inn, un bas-relief de Sun Yat-Sen, l'ancien dirigeant de la Chine.
Pendant les années 1940 et 1950, l'œuvre de Dora Gordine est régulièrement exposée, à la Royal Academy, à la Société des Sculpteurs de Portraits, ou ailleurs. Les bronzes de cette époque portent des titres ironiques ou humoristiques, tels que « Great Expectations » (« Grandes espérances ») ou « Mischief » (« Espièglerie ») et, pour un officier de la RAF, « Above Cloud » (« Au-dessus des nuages »). En 1948, l'artiste reçoit la commande d'une sculpture pour la nouvelle unité Mère et enfant de la prison de Holloway, au nord de Londres. Son œuvre, Happy Baby, représentant l'actrice Jasmina Daniel (qui en possède un second exemplaire) à l'âge de un an, est déplacée durant les années 1960 et oubliée jusqu'en 2009. Maintenant considérée comme un élément important dans l'histoire professionnelle de « La Gordine », elle est la pièce maîtresse d'une exposition de son œuvre à l'Université Kingston, en février-mars 2009.
Dora Gordine voyage et donne des conférences en Amérique, travaillant à Hollywood en 1948 et revisitant les États-Unis en 1959. Elle est élue, en 1949, membre de la société royale britannique des sculpteurs. Elle fait parfois des pièces érotiques ou exotiques (pour Elizabeth Choy, par exemple).
En 1960, Esso lui commande un bas-relief de 2,1 m sur 1,5 m, intitulé Power, pour la nouvelle raffinerie de Milford Haven. Cette œuvre est dévoilée par le duc d'Édimbourg. La dernière commande publique à Dora Gordine est une sculpture de 2,4 m de long, Mère et enfant, sculptée pour le hall d'entrée du Royal Marsden Hospital (Surrey), en 1963.
En 1966, le mari de Dora Gordine meurt d'une attaque cardiaque. Le couple n'ayant pas d'enfants, l'artiste vit, à partir de cette date, seule à la maison Dorich, un bâtiment important du point de vue architectural, qui appartient, maintenant, à l'université Kingston et abrite un musée. Sa carrière artistique se termine dans les années 1970. Elle meurt, à la maison Dorich, le 29 décembre 1991, à Kingston upon Thames (Royaume-Uni), à l'âge de 96 ans.

## Style
Chaque tête-portrait possède sa propre patine, accordée à la vision que Dora Gordine a de son propriétaire. Interrogée par la BBC, en 1972, la sculptrice fait remarquer que :

« Quand on fait le buste de quelqu'un, on fait son nez et sa bouche - mais ce n'est rien. Il faut imaginer ce qu'ils sont à l'intérieur et mettre au jour leur sentiment intérieur, puis en faire une forme. »

## Famille
Sa mère meurt en 1930. Deux de ses frères et sœurs, Nikolai (né en 1888) et Anna (née en 1892), sont tués par les nazis, à Tallinn, en Estonie, en 1941 (le 6 octobre, pour Nikolai). Un autre frère, Léopold (né en 1893), émigre au Royaume-Uni, en 1930, et vit à Londres jusqu'à sa mort.

## Œuvres

### Peintures
- 1925 - Peinture murale, pour le pavillon britannique, à l'exposition des Arts Décoratifs.
- 1934–1935 - Balinese Girl - Musée de la maison Dorich.

### Sculptures
- 1917 - Tête d'enfant pour l'exposition de la Société estonienne d'art.
- 1925 - Bronze pour l'exposition de la Société des Beaux-Arts.
- 1925 - Bronze (no 503), au Salon national.
- 1926 - Chinese Head/Chinaman/Chinese Philosopher - bronze, Musée de la maison Dorich.
- 1926–1928 - Guadeloupe Head/Negress - bronze, Musée de la maison Dorich.
- 1927 - Male Torso/Walking Male Torso - bronze, Musée de la maison Dorich.
- 1928 - Tête javanaise, Tate Gallery.
- 1929-1935 - Bronzes pour l'Hôtel de Ville de Singapour.
- 1930 - Cingalese Girl[20].
- 1931-1932 - Dyak/Man Headhunter - bronze, Musée de la maison Dorich.
- 1947 - Head Of A Woman[21].
- 1948 - Happy Baby - bronze

prison de Holloway.
collection de Jasmina Daniel.
- 1949 - Madame Etdal Wahba.
- 1960 - Power, bas-relief de 2,1 m sur 1,5 m, raffinerie de Milford Haven.
- 1963 - Mère et enfant, hall d'entrée du Royal Marsden Hospital (Surrey).
- 1964 - Femina (pagan)[22].
- La Dame chinoise de la paix.
- Above Cloud - bronze.
- Bas-relief de Sun Yat-Sen, à Gray's Inn.
- Buste de Joe Joe - bronze.
- Great Expectations - bronze.
- Head Of A Woman[23].
- Mischief - bronze.

## Distinction
En 1949, Dora Gordine est élue membre de la Société royale britannique des sculpteurs (FRBS).

## Expositions

### Exposition permanente
- Dorich House, Université Kingston.

### Expositions temporaires
- 1917 - Exposition de la Société estonienne d'art.
- 1926 - Salon de Tuileries, Paris.
- 1928 - Leicester Galleries, Londres.
- 1933 - Salon de Tuileries, Paris.
- 1933 - Leicester Galleries, Londres.
- 1937-1941 - Royal Academy of Arts.
- 1938 - Leicester Galleries, Londres.
- 1944–1950 -  Royal Academy of Arts.
- 1945 - Leicester Galleries, Londres.
- 1948 - Battersea Park Arts Council.
- 1949 - Leicester Galleries, Londres.
- 1952–1960 - Royal Academy of Arts.
- 1986 - Fine Art Society, Londres.
- 2006 - Galerie Ben Uri, musée d'art juif de Londres[24], Londres.
- 2009 (11 février - 2 mai) - « Dora Gordine: Sculptor, Artist, Designer » - Musée de la maison Dorich, Université Kingston et musée de Kingston.
- 2012 (14 avril - 12 août) - Dora Gordine « Sculptrice, artiste, conceptrice » - exposition de quatorze bronzes au Musée Adamson-Eric, Tallinn.

## Publications
- 1941 (janvier) - « The Beauty of Indian Sculpture », dans The Journal of the Royal Asiatic Society of Great Britain and Ireland, no 1, p. 42—48, Cambridge University Press, [lire en ligne].